# Autoritatea Feroviară Română
Autoritatea Feroviară Română (AFER) este o instituție publică cu personalitate juridică din România, înființată în 1998, aflată în subordinea Ministerului Transporturilor, finanțată integral din venituri extrabugetare.
Este desemnată să asigure, în principal, inspecția de stat și controlul de siguranță a circulației în transportul feroviar și cu metroul, activitatea specifică de registru feroviar, licențierea operatorilor de transport feroviar, autorizarea și supravegherea tehnică a furnizorilor interni de produse și servicii în domeniul feroviar, organizarea examenelor și emiterea atestatelor, certificatelor și a licențelor, după caz, pentru personalul de siguranță a circulației, cercetarea evenimentelor și accidentelor feroviare.
Următoarele organisme funcționează în cadrul AFER:
- Organismul Notificat Feroviar Român - ONFR